# Tereos TTD

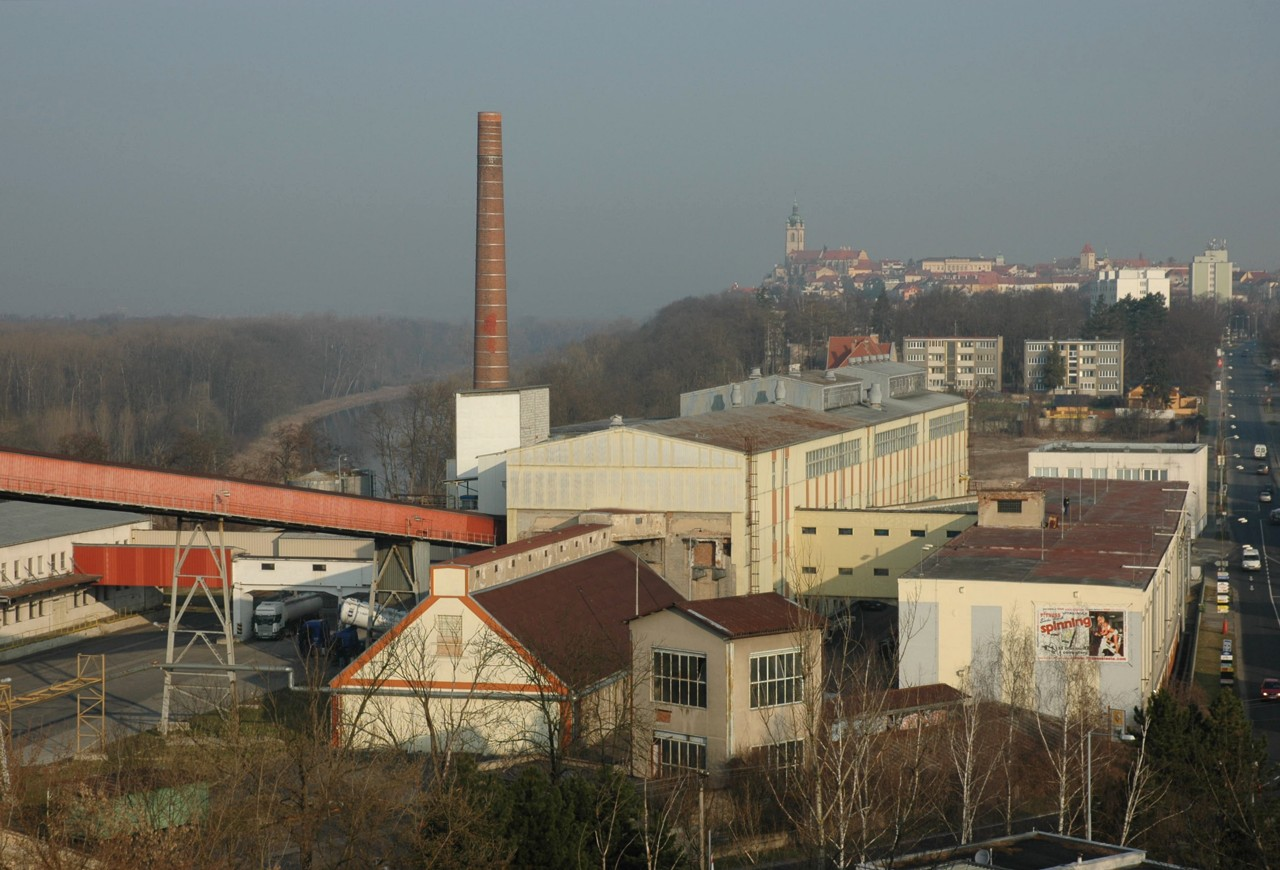
Balicí závod Mělník

Společnost Tereos TTD, a.s. je největší producent cukru a lihu v České republice se sídlem v Dobrovici u Mladé Boleslavi. Dobrovický cukrovar založil v roce 1831 Karel Anselm Thurn-Taxis, člen německého knížecího rodu Thurn-Taxisů, který vlastnil dobrovické panství. Od té doby cukrovar pracuje bez vynechání jediné kampaně na tomtéž místě. Jedná se o jeden z nejstarších dosud pracujících řepných cukrovarů na světě a vůbec nejstarší, který využívá původní výrobní budovy. Kromě cukrovaru a lihovaru v Dobrovici je součástí společnosti také cukrovar v Českém Meziříčí, lihovar v Chrudimi, lihovar v Kojetíně a balicí závod v Mělníce.

## Historie
Cukrovar v Dobrovici nechal v roce 1831 vystavět dobrovický pán Karel Anselm Thurn-Taxis. K tomuto účelu byl přestavěn renesanční zámek z 16. století, jenž nebyl v té době využíván vrchností sídlící na Loučeni. Dobrovický cukrovar se brzy stal jednou z nejvýznamnějších průmyslových podniků na Mladoboleslavsku, zaměstnával okolo 500 pracovníků. Podle jeho vzoru později vznikaly v okolí i další cukrovary například v Mnichově Hradišti, Dolním Bousově nebo Brodcích. V druhé polovině 19. století procházel dobrovický cukrovar rozsáhlou přestavbou a rekonstrukcí. Jeho areál byl rozšířen o nové budovy na místě bývalé zámecké zahrady a přilehlé louky. V té době pracovalo v cukrovaru na 1600 dělníků.
V souvislosti s probíhající pozemkovou reformou zahájil v roce 1923 majitel Alexander Thurn-Taxis jednání se společností Ústecká rafinerie cukru. Ta přebrala dobrovický cukrovar výměnou za 30 750 kusů akcií, o dva roky později byl navíc Thurn-Taxis zvolen místopředsedou správní rady společnosti. V roce 1938 přišla Ústecká rafinerie cukru důsledkem mnichovské dohody o surovárny v Postoloprtech a Štětí, stejně tak jako o rafinerii v Ústí nad Labem. Veškerá podniková řepa tak směřovala do rafinerie v Dobrovici, díky čemuž si zdejší cukrovar udržel vysokou produkci. Přímé spojení mezi cukrovarem a rodem Thurn-Taxisů skončilo v roce 1939 úmrtím Alexandra Thurn-Taxise. Vzhledem ke ztrátě ústeckého podniku změnila společnost v roce 1941 název na Spojené cukrovary Dobrovické rafinerie, a.s.
V roce 1947 došlo ke znárodnění podniku podle dekretu prezidenta republiky z roku 1945. Cukrovar od té doby fungoval pod názvem Cukrovar a rafinerie cukru v Dobrovici, po několika dalších změnách a reorganizacích se v roce 1960 stal podnik součástí kolosu jménem Kolínské cukrovary, z něhož se vyčlenil až po revoluci v roce 1989. Začátkem roku 1991 vznikla státní podnik Cukrovar a rafinerie cukru Dobrovice (později byla přidána ještě zkratka TTD), který byl o rok později přetransformován na akciovou společnost. Probíhalo hledání zahraničního investora, kterým se nakonec stala francouzská společnost Union SDA, dnešní Tereos.
V červenci 1996 odkoupila společnost TTD akcie Pražské cukerní společnosti, čímž získala asi dvacetiprocentní podíl na českém trhu s cukrem. V roce 1997 pak vstoupil dobrovický podnik do akciové společnosti Česká cukerní, která ovládala více než 45% trhu a seskupovala celkem 14 funkčních cukrovarů, lihovar v Chrudimi a další podniky. Cukrovary byly v následujících letech postupně uzavírány, v roce 2002 zbyla trojice cukrovarů v Dobrovici, Českém Meziříčí a Mělníce. Tam byla v roce 2004 výroba cukru ukončena taktéž.

## Závody

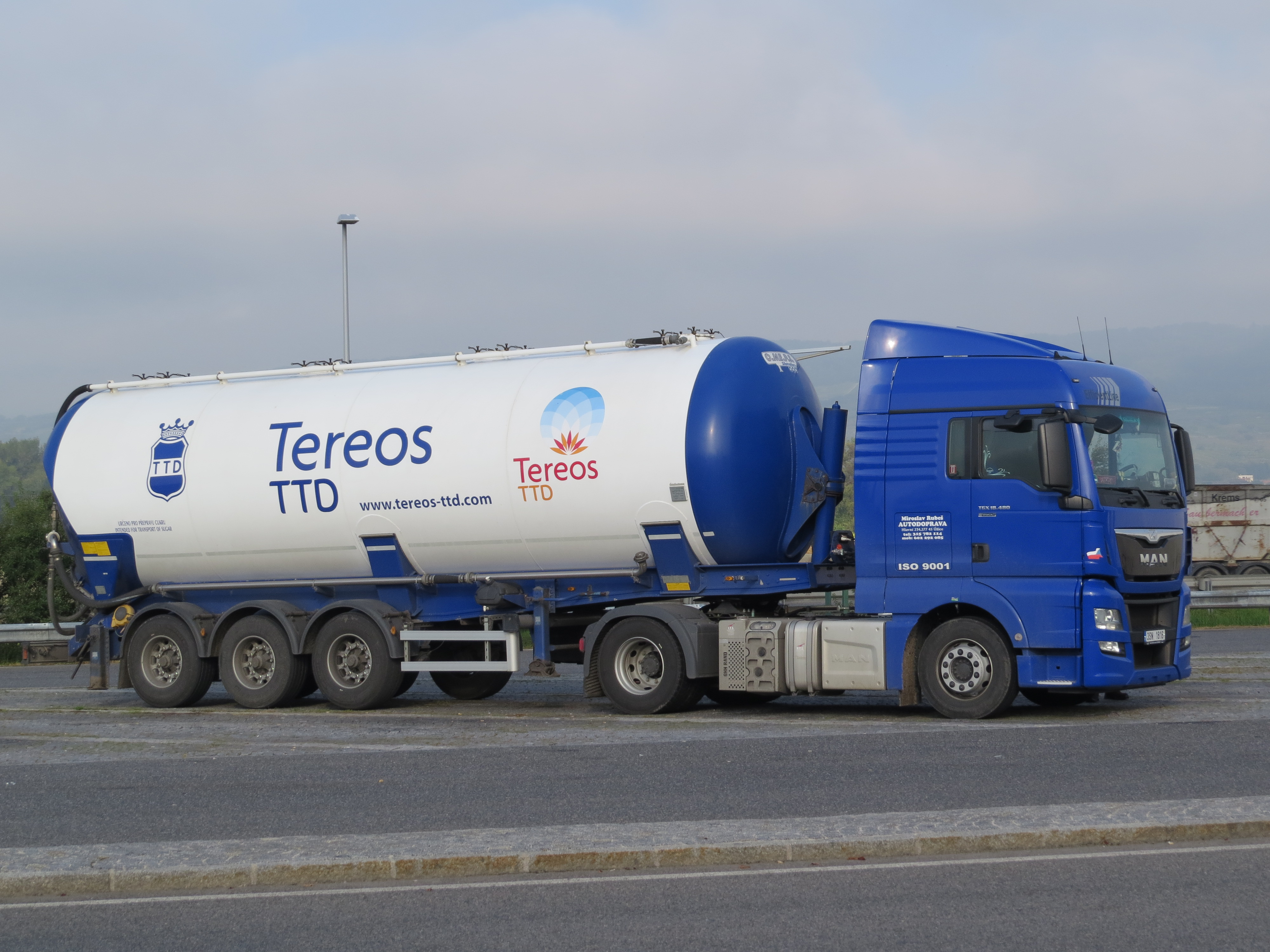
MAN TGX 18.480

Součástí společnosti Cukrovary a lihovary TTD jsou v současnosti následující podniky:
- Cukrovar Dobrovice – zpracovává až 15 000 tun řepy denně, produkce až 275 000 tun cukru za kampaň; výroba pelet – až 100 000 tun ročně[4]
- Cukrovar České Meziříčí – 7 500 tun řepy denně, až 120 000 tun cukru za kampaň; více než 50 000 tun pelet ročně[5]
- Lihovar Dobrovice – výroba bioethanolu
- Lihovar Chrudim – výroba jemného a technického lihu
- Lihovar Kojetín – výroba velejemného a technického lihu
- Balicí závod Mělník – balení až 800 tun cukru denně; k závodu patří i sila v bývalých cukrovarech v Kostelci nad Labem a v Praze-Čakovicích[6]